# إيمرسون ريس لويز
إيمرسون ريس لويز (4 يناير 1996 في البرازيل - ) هو لاعب كرة قدم برازيلي في مركز الهجوم. لعب مع نادي ساراييفو ونادي غواراني ونادي يانغون يونايتد ونادي سانتانيكوس أسوشيتد وAssociação Esportiva Jataiense ‏ وCachoeiro Futebol Clube ‏ وAssociação Atlética Internacional (Bebedouro) ‏ وClube Recreativo Atlético Campoverdense ‏ وBrasilis Futebol Clube ‏ ونادي ساو بيرناردو وريد بول برازيل.

## وصلات خارجية
- إيمرسون ريس لويز على موقع قاعدة بيانات كرة القدم.إي يو (الإنجليزية)
- إيمرسون ريس لويز على موقع Soccerway.com (الإنجليزية)